# Fiegenstall
Fiegenstall ist ein Gemeindeteil der mittelfränkischen Gemeinde Höttingen im Landkreis Weißenburg-Gunzenhausen. Die Gemarkung Fiegenstall hat eine Fläche von 6,040 km². Sie ist in 529 Flurstücke aufgeteilt, die eine durchschnittliche Flurstücksfläche von 11418,22 m² haben. In ihr liegen neben dem namensgebenden Ort die Gemeindeteile Göppersdorf und Reisach.
Der Ort hat etwa 230 Einwohner. Es gibt eine Kirche, eine Schule und eine Expositur-Kapelle.

## Lage
Das Pfarrdorf liegt auf einer Anhöhe oberhalb des Felchbachtals. Größere Orte in der Umgebung sind Pleinfeld, Ellingen und Thalmässing. Zur ehemaligen Gemeinde Fiegenstall gehörten die Gemeindeteile Göppersdorf und Reisach. Die Hauptstraßen des Ortes bilden die Staatsstraße St 2389 und die Kreisstraße WUG 18. Südlich von Fiegenstall fließt der Felchbach vorbei, in der Nähe mündet der Rohrbach hinein. Zwischen Fiegenstall und Ottmarsfeld befindet sich die Quelle des Ottmarsfelder Grabens. Nördlich liegt Göppersdorf, westlich Ottmarsfeld und Oberndorf, südlich Kruglmühle und östlich Wöllmetzhofen. Höttingen befindet sich rund 1,3 km weiter südwestlich.

## Geschichte
1070 wurde Fiegenstall als Foigelstal erstmals erwähnt. Der Ortsname kommt vom althochdeutschen fogal-stal = Vogelstelle. 1726 wurde der Ort als Fengstl bezeichnet. 
Bis zur Gemeindegebietsreform in Bayern, die am 1. Mai 1978 in Kraft trat, war Fiegenstall eine selbstständige Gemeinde mit den Gemeindeteilen Göppersdorf und Reisach. Der letzte Bürgermeister von Fiegenstall war Johann Nass.

## Baudenkmäler
- Die katholische Pfarrkirche St. Nikolaus ist eine Chorturmkirche aus dem Anfang des 15. Jahrhunderts. Eine Erneuerung fand 1598 statt, Umbauten erfolgten 1662, 1705, 1736 und 1762. Der viergeschossige Chorturm wird von einem Spitzhelm gekrönt.
- Die Expositur-Kapelle Mariahilfkapelle befindet sich am Ortsrand von Fiegenstall auf dem Roßfeld und ist ein kleiner Saalbau mit Dachreiter aus dem Jahr 1722 und einem Vorbau von 1962.
- Der Pfarrhof in der Ringstraße 3 ist ein zweigeschossiger giebelständiger Satteldachbau aus der zweiten Hälfte des 18. Jahrhunderts. Das Nebengebäude, die ehemalige Pfarrscheune, ist ein Sandsteinquaderbau mit Satteldach aus der Mitte des 19. Jahrhunderts.
- Ein Wohnstallhaus in der Ortsstraße 24 ist wie Kirche, Expositurkapelle, Pfarrhof und Pfarrscheune ein Baudenkmal. Es ist ein eingeschossiger Satteldachbau mit Fachwerk aus dem 17. Jahrhundert mit einem Ausbau im 18. oder 19. Jahrhundert.

## Sonstiges
In Fiegenstall stehen vier Kreuze, die zum Teil rund 200 Jahre alt sind. In der Umgebung gab es Siedlungen aus der Zeit des Neolithikums, der Bronze-, Latène- und der Völkerwanderungszeit. Der Rätische Limes und der Wachposten 14/34 befanden sich rund 400 m südwestlich von Fiegenstall. Ein auf den Limes hinweisender Gedenkstein wurde 1933 am Kreuzungspunkt von Limes und Staatsstraße 2389 aufgestellt.